# Британско царство (антика)
Британско царство је назив за краткотрајну државу која је крајем 3. века настала од римских територија у Британији и северозападној Галији. Основао ју је године 286. римски морнарички командант Караузије, подигавши устанак против римских царева, након чега је себи дао титуле Restitutor Britanniae (Обновитељ Британије) и Genius Britanniae (Дух Британије). Исти територија је од 260. до 274. били део Галског царства, нешто веће државе која је такође настала отцјепљењем провинција од Рима, али која је после поновно интегрисана у Римско царство. Караузије се испочетка успешно одупирао покушајима римских царева да га покоре, али је године 293. поражен и присиљен напустити територије у Галији. Након његовог убиства, власт над Британијом је преузео Алекто, кога је римски цар Констанције Хлор поразио 296. Тиме је ова држава - прва која је представљала Британију као јединствени и самостални политички ентитет - престала постојати.